# Andrzej Panufnik

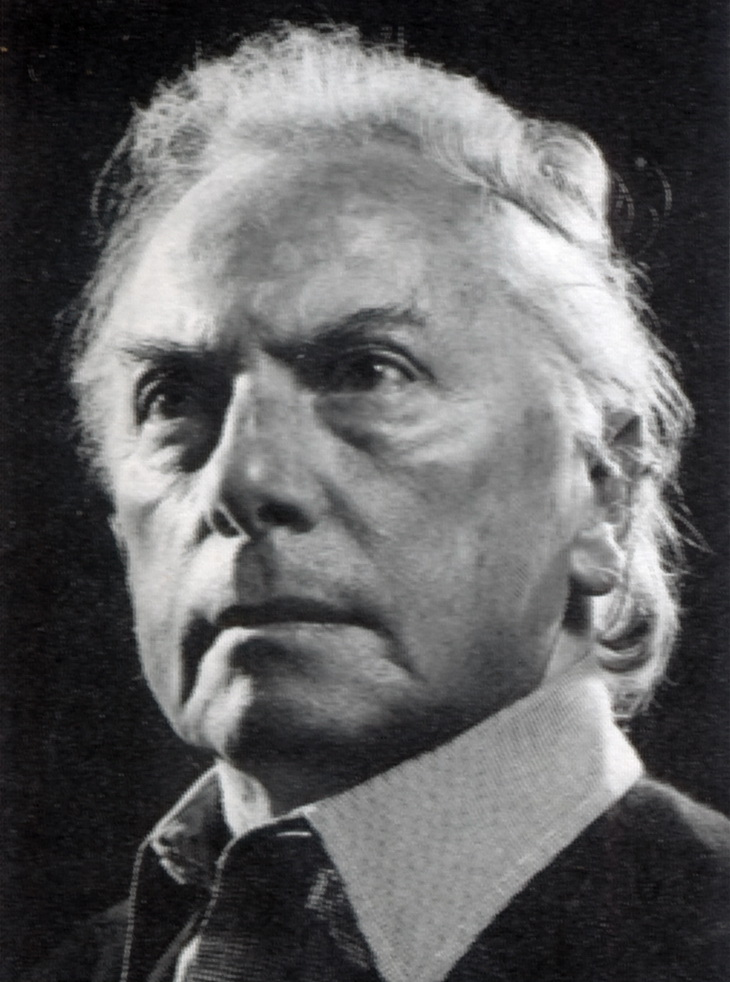

Sir Andrzej Panufnik (* 24. September 1914 in Warschau, Russisches Kaiserreich; † 27. Oktober 1991 in Twickenham, Middlesex, England) war ein polnisch-britischer Komponist.

## Leben

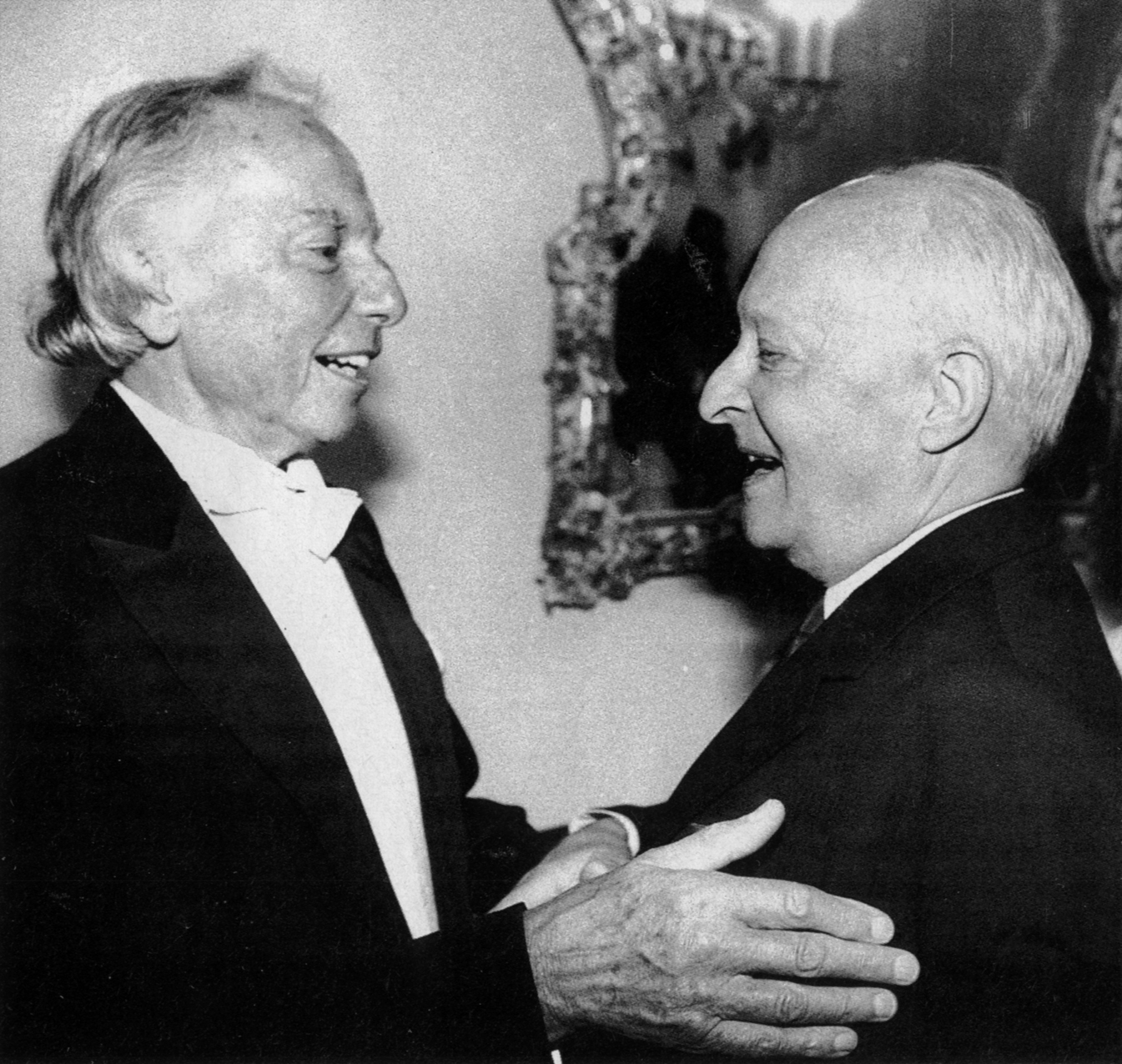
Andrzej Panufnik im Jahre 1990 mit Witold Lutosławski

Andrzej Panufnik, der bereits als Kind zu komponieren begann, studierte von 1932 bis 1936 am Staatlichen Konservatorium Warschau (heute Fryderyk-Chopin-Universität für Musik) Komposition und Musiktheorie bei Kazimierz Sikorski, danach Orchesterleitung bei Felix Weingartner in Wien und 1938–1939 bei Philippe Gaubert in Paris. Während der deutschen Besetzung Polens lebte er in Warschau, wo er Wohltätigkeitskonzerte und Untergrundkonzerte gab, teilweise zusammen mit Witold Lutosławski. Während des Warschauer Aufstandes wurden seine sämtlichen Kompositionen vernichtet; einige konnte er später rekonstruieren.
Nach dem Krieg war Panufnik Dirigent des Orchesters der Krakauer Philharmonie und 1946–1947 Direktor der Warschauer Philharmoniker. Als Gastdirigent trat er unter anderem mit den Berliner Philharmonikern, dem Orchestre National in Paris und dem London Symphony Orchestra auf. Er wurde in Polen vielfach ausgezeichnet und wurde 1950 gemeinsam mit Arthur Honegger zum Vizepräsidenten des Internationalen Musikrates der UNESCO gewählt. Als Leiter einer polnischen Kulturdelegation wurde er 1953 in China von Mao Zedong empfangen.
Trotz dieser offiziellen Anerkennung verließ Panufnik 1954 aus Protest gegen die wachsende Unfreiheit unter dem Einfluss des Stalinismus Polen und emigrierte nach England. In Polen wurde daraufhin nicht nur die Aufführung seiner Werke, sondern auch die Erwähnung seines Namens verboten. Er wurde britischer Staatsbürger und wirkte von 1957 bis 1959 als musikalischer Leiter des City of Birmingham Symphony Orchestra. Danach lebte er als freischaffender Komponist.
Die erste Aufführung seiner Werke in Polen nach seiner Emigration fand auf Betreiben des Polnischen Komponistenverbandes 1977 statt. Beim Warschauer Herbst des gleichen Jahres wurden mehrere seiner Kompositionen in Polen uraufgeführt. 1984 wurde er Ehrenmitglied der Royal Academy of Music, 1987 des Polnischen Komponistenverbandes, aus dem man ihn 1954 ausgeschlossen hatte.
1990 besuchte Panufnik anlässlich des Warschauer Herbstfestivals erstmals nach 36 Jahren Polen und dirigierte hier ein Konzert mit eigenen Werken. 1991 wurde er von Elisabeth II. in den Adelsstand erhoben und erhielt einen Ehrendoktortitel der Warschauer Fryderyk-Chopin-Musikakademie (heute Fryderyk-Chopin-Universität für Musik). Staatspräsident Lech Wałęsa verlieh ihm postum den Orden Polonia Restituta.
Panufnik komponierte zahlreiche große Orchesterwerke, darunter zehn Sinfonien und Konzerte für Klavier, Violine, Fagott und Cello, außerdem drei Streichquartette und Vokalmusik.
Seine Tochter Roxanna Panufnik (* 1968) ist ebenfalls Komponistin.

## Werke
- Piano Trio, 1934, 1945, 1977
- Five Polish Peasant Songs, 1940, 1945, 1959
- Tragic Ouverture, 1942, 1945, 1955
- Lullaby, 1947, 1955
- Nocturne, 1947, 1955
- Divertimento, 1947, 1955
- Twelve Miniature Studies für Klavier, 1947, 1955–1964
- Sinfonia Rustica (1. Sinfonie), 1948, 1955
- Old Polish Suite, 1950, 1955
- Concerto in Modo Antico, 1951, 1955
- Heroic Ouverture, 1952, 1969
- Quintetto Accadèmico, 1953, 1956
- Rhapsody, 1956
- Sinfonia Elegiaca (2. Sinfonie), 1957, 1966
- Polonia, 1959
- Autumn Music, 1962, 1965
- Landscape, 1962, 1965
- Klavierkonzert, 1962, 1970, 1972, 1982
- Sinfonia Sacra (3. Sinfonie), 1963
- Two Lyric Peaces, 1963
- Song to the Virgin Mary, 1964
- Hommage a Chopin, 1966
- Jagiellionian Triptych, 1966
- Katyn Epitaph, 1967, 1969
- Reflections für Klavier, 1968
- Universal Prayer, 1968–1969
- Thames Pageant, 1969
- Konzert für Violine und Streicher, 1971
- Triangles, 1972
- Winter Solstice, 1972
- Invocation for Peace, 1972
- Sinfonia Concertante (4. Sinfonie), 1973
- Sinfonia di Sfere (5. Sinfonie), 1974–1975
- Streichquartett Nr. 1, 1976
- Love Song für Mezzosopran und Harfe oder Klavier, 1976
- Sinfonia Mistica (6. Sinfonie), 1977
- Dreamscape für Mezzosopran und Klavier, 1977
- Metasinfonia (7. Sinfonie), 1978
- Concerto Festivo, 1979
- Concertino für Pauken, Schlagzeug und Streicher, 1979–1980
- Streichquartett Nr. 2 (Messages), 1980
- Paean ‚For the 80th birthday of Her Majesty Queen Elizabeth, the Queen Mother‘ für Bläserensemble, 1980
- Sinfonia Votiva (8. Sinfonie), 1981, 1984
- A Procession for Peace, 1982–1983
- Arbor Cosmica, 1983
- Pentasonata für Klavier, 1984
- Konzert für Fagott und kleines Orchester, 1985
- Sinfonia della Speranza (9. Sinfonie), 1986, 1987
- Streichsextett ‚Trains of Thought‘, 1987
- 10. Sinfonie, 1988, 1990
- Harmony. A poem for Chamber Orchestra, 1989
- Streichquartett Nr. 3, 1990
- Prayer to the Virgin of Skempe, 1990
- Cellokonzert, 1991

## Filmografie
- 1937: Trzy etiudy Chopina (Musikberater)
- 1938: Strachy
- 1996: Drzewa